# Сьвешино (Поморське воєводство)
Сьвешино (пол. Świeszyno, нім. Schwessin) — село в Польщі, у гміні Мястко Битівського повіту Поморського воєводства.
Населення — 213 осіб (2011).
У 1975-1998 роках село належало до Слупського воєводства.

## Демографія
Демографічна структура станом на 31 березня 2011 року:
|          | Загалом | Допрацездатний вік | Працездатний вік | Постпрацездатний вік |
| -------- | ------- | ------------------ | ---------------- | -------------------- |
| Чоловіки | 112     | 23                 | 81               | 8                    |
| Жінки    | 101     | 14                 | 62               | 25                   |
| Разом    | 213     | 37                 | 143              | 33                   |